# Albright (Virginia Occidentale)
Albright è un comune degli Stati Uniti d'America, situato nello Stato della Virginia Occidentale, nella Contea di Preston.